# Adrian Staehelin
Adrian Staehelin (* 17. Mai 1931; † 14. Juni 2016) war ein Schweizer Richter und Rechtswissenschaftler.

## Leben

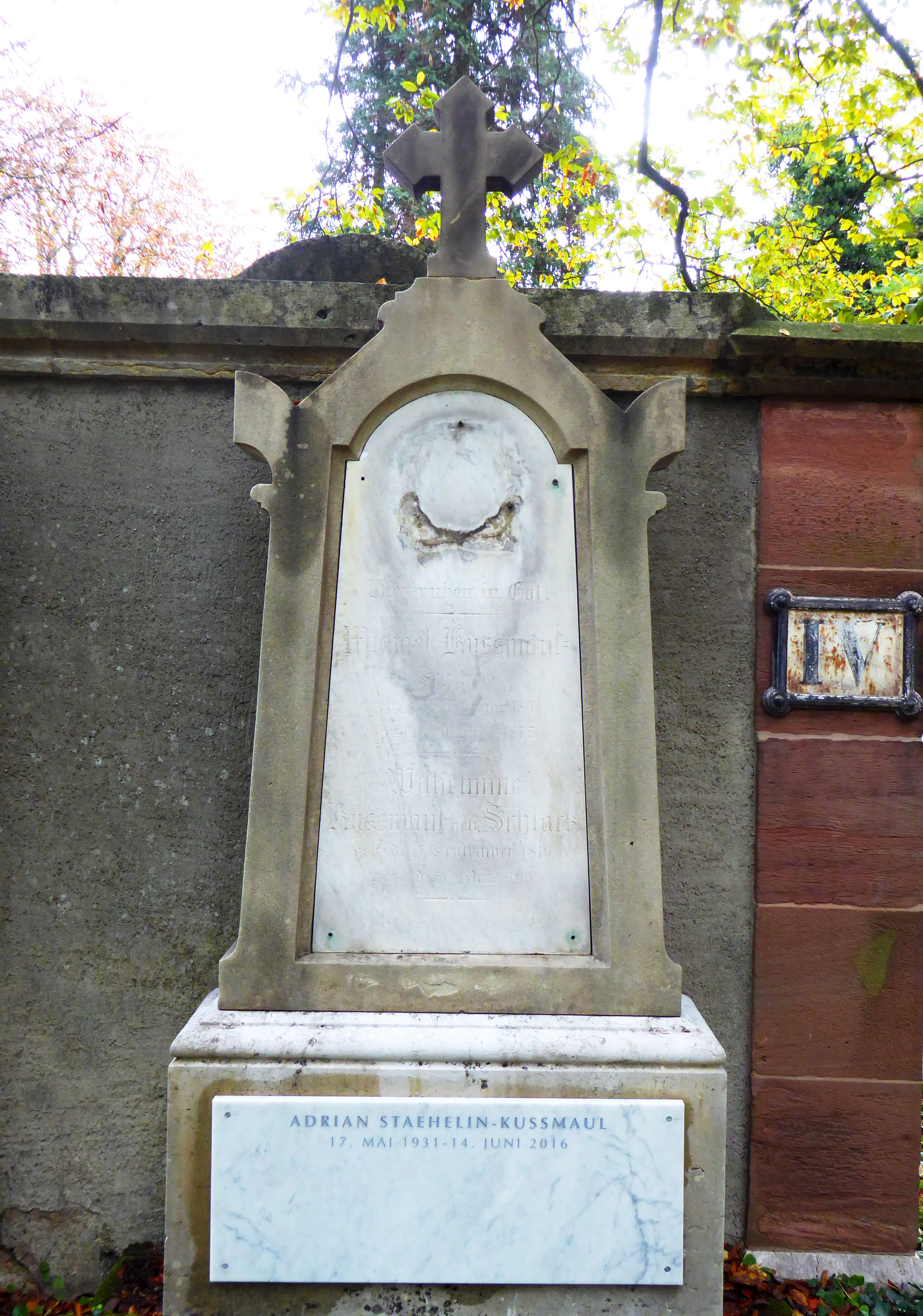
Grab, Wolfgottesacker in Basel

Staehelin studierte an den Universitäten Basel und Genf. 1955 wurde er an der Universität Basel promoviert. 1967 habilitierte er sich bei Hans Hinderling (Ordinarius für Privatrechte, bekannt geworden durch sein Schweizer Ehescheidungsrecht). Von 1974 bis 2001 war er an der Universität Basel als nebenamtlicher Professor für Zivilrecht und Zivilverfahrensrecht sowie Rechtsgeschichte tätig.
Zwischen 1968 und 1982 war er Zivilgerichtspräsident, von 1982 bis 1997 Präsident des Appellationsgerichts Basel-Stadt. Nach seiner Pensionierung bis zu seinem Tod war er als Konsulent bei der Anwaltskanzlei Kellerhals Carrard in Basel tätig, an der sein Sohn, Daniel Staehelin, als Partner beteiligt ist.
Er war Mitherausgeber des Basler Kommentars zum Bundesgesetz über Schuldbetreibung und Konkurs.
2007 verlieh die Universität Zürich Staehelin die Ehrendoktorwürde.
Staehelin fand seine letzte Ruhestätte auf dem Wolfgottesacker in Basel.

## Veröffentlichungen (Auswahl)
- Adrian Staehelin, Daniel Staehelin, Thomas Bauer (Hrsg.): Bundesgesetz über Schuldbetreibung und Konkurs + Ergänzungsband. 2. Auflage. Helbing Lichtenhahn Verlag, Basel 2017, ISBN 978-3-7190-3876-2.